# A557高速公路
A557高速公路是法国的一条高速公路，始于马赛，终于马赛，与A7、A55高速相连。A557为东西走向，东端连接A7高速公路，西端连接A55高速公路。该高速位于普罗旺斯-阿尔卑斯-蔚蓝海岸地区，长约2千米。